# Daniel Andersson (snowboardzista)
Daniel Andersson (ur. 24 stycznia 1975) – szwedzki snowboardzista. Nie startował na igrzyskach olimpijskich. Jego najlepszym wynikiem na mistrzostwach świata jest 13. miejsce w half-pipe'ie na mistrzostwach w Lienzu. Najlepsze wyniki w Pucharze Świata osiągnął w sezonie 1996/1997, kiedy to zajął 50. miejsce w klasyfikacji generalnej.
W 1998 r. zakończył karierę.

## Sukcesy

### Mistrzostwa Świata
| Miejsce | Dzień       | Rok  | Miejscowość | Konkurencja | Zwycięzca     |
| ------- | ----------- | ---- | ----------- | ----------- | ------------- |
| 13.     | 24 stycznia | 1996 | Lienz       | Halfpipe    | Ross Powers   |
| 19.     | 24 stycznia | 1997 | San Candido | Halfpipe    | Fabien Rohrer |

### Puchar Świata

#### Miejsca w klasyfikacji generalnej
- 1995/1996 - -
- 1996/1997 - 50.
- 1997/1998 - 97.

#### Miejsca na podium
1. Whistler – 15 grudnia 1996 (Halfpipe) - 3. miejsce